# Wąbrzeźno (gmina)
Wąbrzeźno est une gmina rurale du powiat de Wąbrzeźno, Couïavie-Poméranie, dans le centre-nord de la Pologne. Son siège est la ville de Wąbrzeźno, bien qu'elle ne fasse pas partie du territoire de la gmina.
La gmina couvre une superficie de 200,78 km2 pour une population de 8 600 habitants.

## Géographie
La gmina inclut les villages de Bugeria I, Bugeria II, Cymbark, Czystochleb, Frydrychowo, Jarantowice, Jarantowiczki, Jaworze, Katarzynki, Łabędź, Ludowice, Małe Radowiska, Michałki, Młynik, Myśliwiec, Nielub, Orzechówko, Orzechowo, Plebanka, Pływaczewo, Prochy, Przydwórz, Rozgard, Ryńsk, Sicinek, Sitno, Sosnówka, Stanisławki, Trzcianek, Trzciano, Wałycz, Wałyczyk, Węgorzyn, Wronie, Zaradowiska et Zieleń.
La gmina borde la ville de Wąbrzeźno et les gminy de Chełmża, Dębowa Łąka, Kowalewo Pomorskie, Książki, Płużnica et Radzyń Chełmiński.